# Forest (hrabstwo Vernon)
Forest – miasto w Stanach Zjednoczonych, w stanie Wisconsin, w hrabstwie Vernon.